# Syndesmos
Syndesmos (av grekiska: syn, "samman" och desmos, "band") är en anatomisk term för fibrös, oäkta led. 
Syndemoser håller två ben samman med bindväv vilket gör att syndemoser hör till bindvävslederna (articulationes fibrosae). Till skillnad från övriga fibrösa leder (sutur, gomphos) bildar bindvävsfogar mer eller mindre breda membran som ger stor rörelsefrihet för leden så länge ledbandet inte dras ut och spänns. Det är när ledbandet spänns som dess begränsande funktion på leden träder i kraft.
"Bindvävsfog" kan jämföras med textil (tjocka tyger). Fontanellen hos barn består av bindväv istället för skallben, underlättar vid förlossning, som senare växer ihop då barnet växer. Består av kollagena trådar, parallellt arrangerade. Rörligheten är mycket liten. En söm kallas sutura.   

Syndesmoser finns mellan strålbenet (radius) och armbågsbenet (ulna), membrana interossea antebrachii, och mellan skenbenet (tibia) och vadbenet (fibula), membrana interossea cruris.